# Tricentrus caliginosus
Tricentrus caliginosus är en insektsart som beskrevs av Walker 1857. Tricentrus caliginosus ingår i släktet Tricentrus och familjen hornstritar. Inga underarter finns listade i Catalogue of Life.